# Capilla de la Divina Pastora (Burgos)
La capilla de la Divina Pastora es un lugar de culto católico de la ciudad de Burgos (Castilla y León, España).
Construida en año 1466, está situada en la calle Laín Calvo nº 10, formando parte del Albergue de Santiago y Santa Catalina o de la Divina Pastora.
El albergue, actualmente dependiente de la Asociación de Comerciantes e Industriales de Burgos, en el siglo XV fue hospital de peregrinos del Camino de Santiago.